# Fruktkonserv

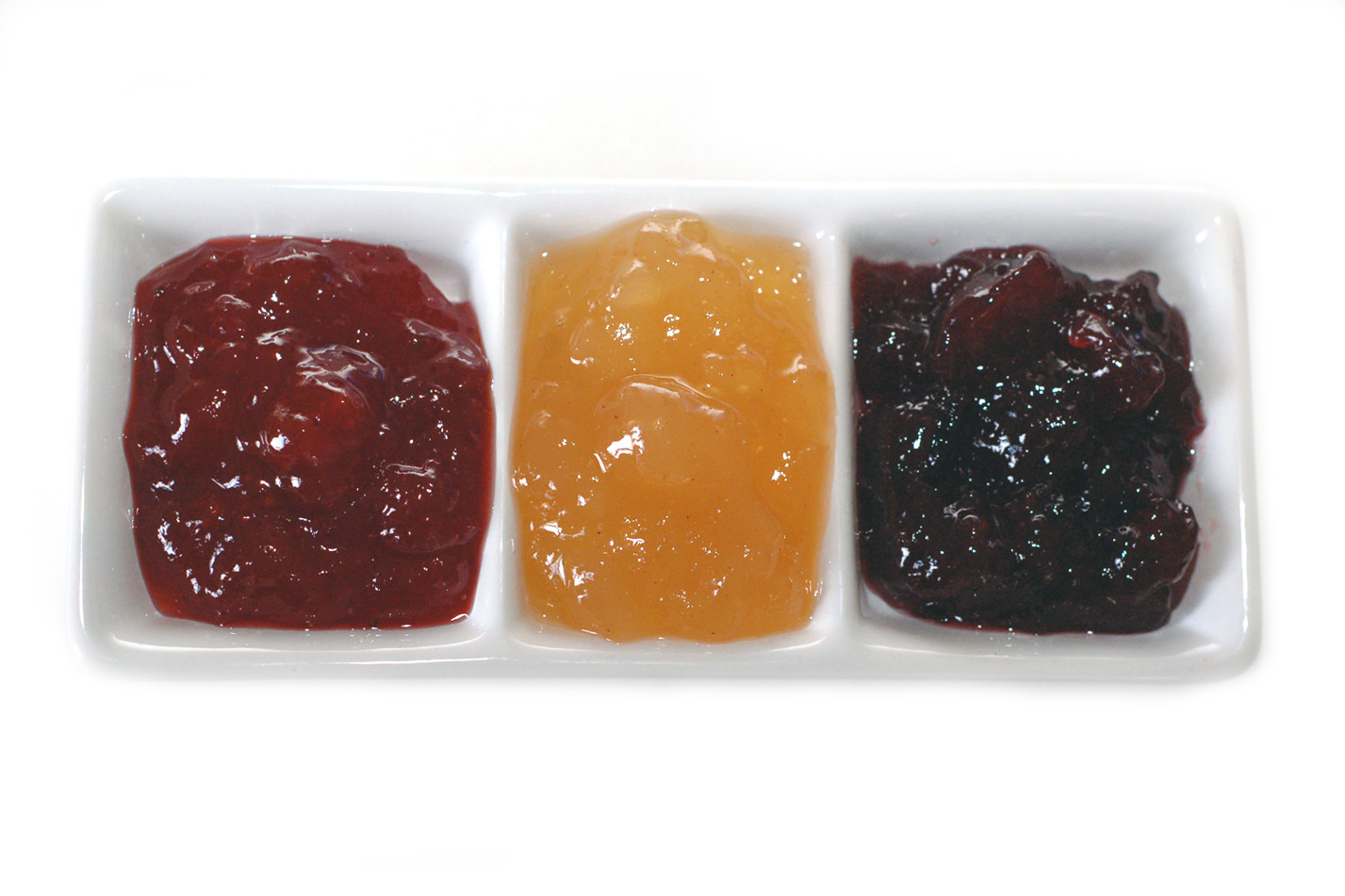
Tre varianter av syltad frukt: jordgubbe, kvitten och rött plommon

Fruktkonserv är frukt eller bär, som har beretts och konserverats för att tåla långvarig förvaring. Av tradition används pektin som geléskapande tillsats men även socker eller honung kan användas. Ingredienserna samt det sätt på vilket de använts avgör slutprodukten.

## Konserveringsmetoder
Genom inläggning av frukt i sockerlag konserveras den.
I en blandning av socker och starksprit konserveras frukt. Populärt exempel är Rumtopf där stenfrukter konserveras i rom och socker.
Curd är en konserveringsmetod där frukt kokas tillsammans med socker och äggulor tills det når en form liknande lös gelé.

## Olika typer av fruktkonserver
- Sylt består av fruktkött och/eller puré från bär eller frukter som genom kokning eller rårörning med socker erhåller betydligt längre hållbarhet än vad frukten eller bäret hade haft om det inte hade syltats.
- Saft är en dryck som oftast framställs genom att man kokar vatten, socker och frukt eller bär som silas för att skilja ur bären från vätskan.
- Marmelad är ett smörgåspålägg som består av frukt eller bär som tillsammans med socker har kokats till en geléartad massa.
- Gelé är vanligen tillagad av bär- eller fruktsaft med tillsatt socker som kokas och därefter, om pektinhalten i saften varit tillräcklig, stelnar till en massa.